# Високо језеро (Псковска област)
Високо или Татаринско језеро (рус. Высокое; Татаринское) слатководно је ледничко језеро у западном делу Псковске области, на западу европског дела Руске Федерације. Језеро се налази на подручју Псковске низије на територији Красногородског рејона, свега 4 километра источно од границе са Летонијом. Из језера отиче река Цаплинка, притока Инице, преко које је повезано са басеном река Великаје и Нарве, односно са Финским заливом Балтичког мора.
Акваторија језера обухвата површину од око 4 км². Језеро је доста плитко са максималном дубином до 2,5 метара, односно просечном од око 1,5 метара.
Недалеко од језера налазе се села Татарино (по ком се језеро често назива и Татаринским) и Александрово.